# Un gros chien avec une blonde
Un gros chien avec une blonde est le 33e album de la série de bande dessinée Jeremiah, écrite et dessinée par Hermann, paru en 2014.

## Description et synopsis
Kurdy est enlevé par trois hommes. Jeremiah découvre son absence le matin, à l'heure d'aller au travail.
Une étrange femme blonde, après avoir vainement tenté de séduire Jeremiah, envoie Karl, son garde du corps, sur les traces de Jeremiah. Tandis que Karl l'aide dans l'ombre, Jeremiah se met à la recherche de Kurdy.

## Publication en français
- Dupuis (collection « Grand Public »), 2014